# Plochingen

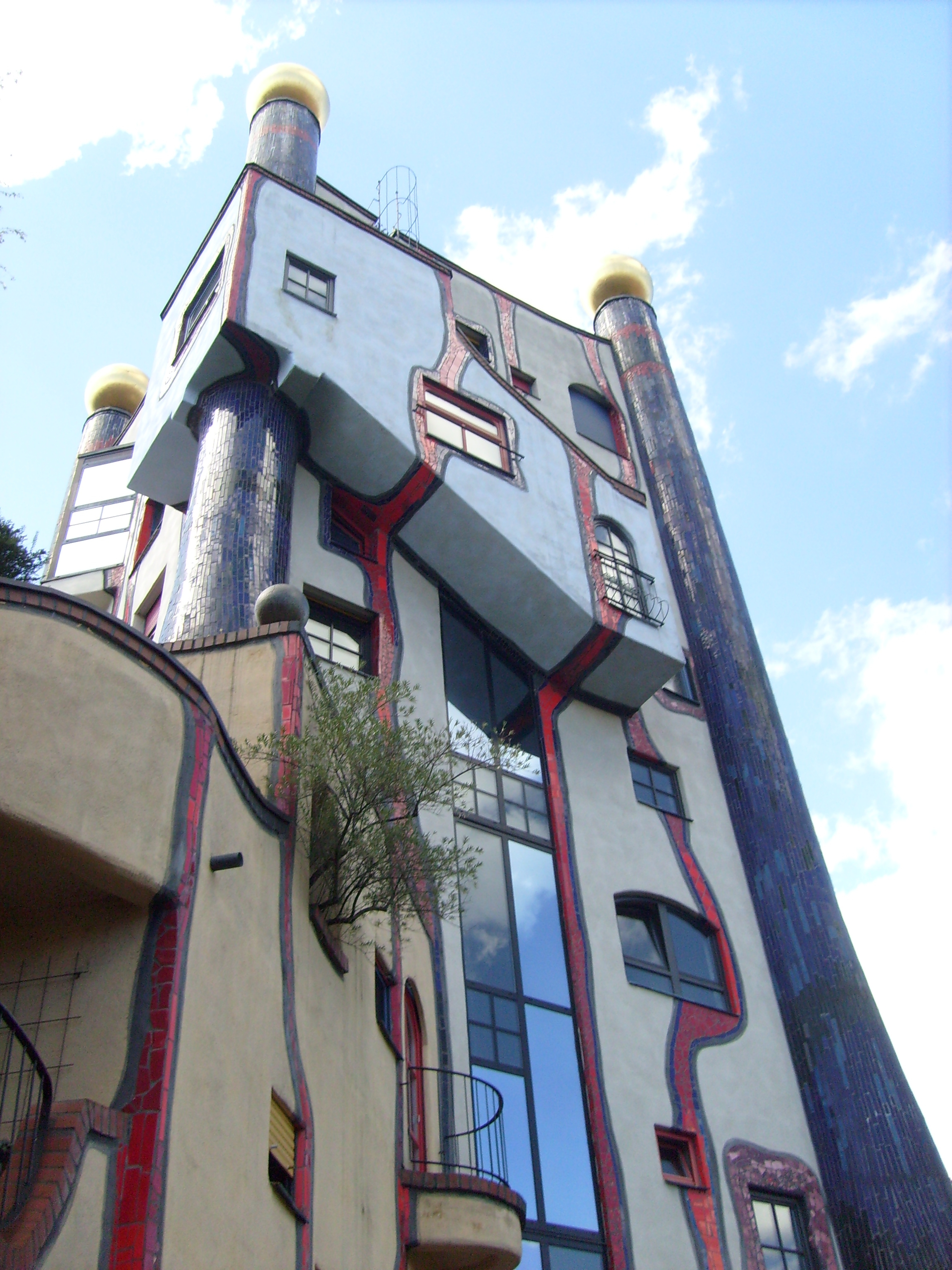
Nhà Hundertwasser

Plochingen là một thị xã ở the huyện Esslingen trong bang Baden-Württemberg ở phía nam nước Đức. Đô thị Plochingen có diện tích 10,65 km².
Đô thị này có tọa lạc tại nơi hợp lưu của các sông Fils và Neckar, 19 km về phía đông nam của Stuttgart.